# Virginiaklasse (onderzeeboot)
De Virginiaklasse (of SSN-774-klasse) is een klasse van nucleair aangedreven aanvalsonderzeeërs van de United States Navy. Ze vervangen de verouderde onderzeeërs van de Los Angelesklasse.
Virginia was bedoeld als goedkoop alternatief voor de 2 miljard dollar kostende onderzeeërs uit de Seawolfklasse, waarvan de productie na drie boten werd gestopt. Om kosten te drukken gebruikt de Virginia vele "overal verkrijgbare" componenten, vooral in de computers en gegevensnetwerken. De werkelijke kosten liepen op tot 2,6 miljard dollar per stuk, deels door een regeling ter ondersteuning van de enige twee scheepswerven van de Verenigde Staten die kernonderzeeërs bouwen.
In de Virginiaklasse zijn verscheidene innovaties opgenomen. In plaats van periscopen hebben de onderzeeërs een tweetal uitschuifbare "photonicsmasten" buiten de drukhuid. Elk bevat verscheidene hoge-resolutie camera's met beeldversterking en infrarode sensoren, een infrarode laserafstandsmeter en geïntegreerde elektronische ondersteuningsmaatregelen. De signalen van deze masten worden met glasvezels naar de brug geleid, waar de gehele tactische staf zit, ook de sonaroperators die in oudere onderzeeërs in een aparte ruimte werkten. De boten maken ook gebruik van waterjetaandrijving die stiller is dan normale scheepsschroeven.
Ook is indeling van het interieur modulair opgezet, zodat deze snel aangepast kan worden aan nieuwe taken.

## Algemene kenmerken
- Bouwers: GD Electric Boat Company en Northrop Grumman Newport News
- Lengte: (114,91 m) 377 voet
- Breedte: (10,36 m) 34 voet
- Waterverplaatsing: 7800 ton
- Nuttige lading: 40 wapens, speciale eenheden, onbemande onderzeese voertuigen
- Krachtbron: drukwaterreactor type S9G: S = onderzeeboot, 9 = 9e versie, G = General Electric, 210 MWth, 2 stoomturbines 30 MW, 1 waterjet
- Max. duikdiepte: meer dan 244 m
- Snelheid: meer dan 25 knopen
- Geplande kosten: ongeveer 1,65 miljard dollar per stuk
- Daadwerkelijke kosten: ongeveer 2,6 miljard dollar per stuk (in 2005)
- Bemanning: 120 manschappen en 14 officieren
- Bewapening: Tomahawk kruisvluchtwapens, verticale lanceerbuizen, Mark-48 torpedo's, vier torpedobuizen, geavanceerde mobiele zeemijnen en onbemande onderzeese voertuigen.

## Boten
1. USS Virginia (SSN-774), opgeleverd en in dienst in 2004
2. USS Texas (SSN-775), opgeleverd en in dienst in 2006
3. USS Hawaii (SSN-776), opgeleverd en in dienst in 2007
4. USS North Carolina (SSN-777), opgeleverd en in dienst in 2008
5. USS New Hampshire (SSN-778), opgeleverd en in dienst in 2008
6. USS New Mexico (SSN-779), opgeleverd en in dienst in 2010
7. USS Missouri (SSN-780), opgeleverd en in dienst in 2011
8. USS California (SSN-781), opgeleverd en in dienst in 2012
9. USS Mississippi (SSN-782), opgeleverd en in dienst in 2013
10. USS Minnesota (SSN-783), opgeleverd en in dienst in 2013
11. USS North Dakota (SSN-784), opgeleverd en in dienst in 2014
12. USS John Warner (SSN-785), opgeleverd en in dienst in 2015
13. USS Illinois (SSN-786), opgeleverd en in dienst in 2016
14. USS Washington (SSN-787), opgeleverd en in dienst in 2017
15. USS Colorado (SSN-788), opgeleverd en in dienst in 2018
16. USS Indiana (SSN-789), opgeleverd en in dienst in 2018
17. USS South Dakota (SSN-790), opgeleverd en in dienst in 2019
18. USS Delaware (SSN-791), opgeleverd en in dienst in 2020
19. USS Vermont (SSN-792), opgeleverd en in dienst in 2020
20. USS Oregon (SSN-793), opgeleverd en in dienst in 2022
21. USS Montana (SSN-794), opgeleverd en in dienst in 2022
22. USS Hyman G. Rickover (SSN-795), opgeleverd en in dienst in 2023
23. USS New Jersey (SSN-796), opgeleverd en in dienst in 2024
24. USS Iowa (SSN-797), opgeleverd en in dienst in 2025